# Гвіздярня
Гвіздя́рня (до 1965 року — Гвоздярня) — село в Україні, у Романівській селищній територіальній громаді Романівського району Житомирської області. Чисельність населення становить 208 осіб (2001).

## Населення
Наприкінці 19 століття в селі налічувалося 246 мешканців, дворів — 30, у 1906 році — 232 мешканці, дворів — 25, у 1923 році — 475 мешканців, дворів — 100, у 1924 році — 433 особи (з перевагою населення польської національности), дворів — 103.
Відповідно до результатів перепису населення СРСР, кількість населення станом на 12 січня 1989 року становила 253 особи. Станом на 5 грудня 2001 року, відповідно до перепису населення України, кількість мешканців села становила 208 осіб.

## Історія
У другій половині 19 століття — село Житомирського повіту Волинської губернії. Лежало на річці Лісна, притоці Тетерева. Власність Мазаракі, входило до парафії у Чуднові. У 1868 році було тут 8 дворів.
Наприкінці 19 століття — село Чуднівської волості Житомирського повіту Волинської губернії. Лежало за 51 версту від Житомира. Земель 1 685 десятин, з них 1 475 десятин лісу. Належало спадкоємцям Мечислава Мазаракі. Входило до приписної церкви у Монастирку православної парафії в Ясногороді.
У 1906 році — сільце Чуднівської волості (3-го стану) Житомирського повіту Волинської губернії. Відстань до губернського центру, м. Житомир, становила 45 верст, до волосного центру містечка Чуднів — 16 верст. Поштове відділення — Чуднів.
У 1923 році включене до складу новоствореної Садківської сільської ради, яка 7 березня 1923 року увійшла до складу новоутвореного Чуднівського району Житомирської округи. Розміщувалося за 15 верст від районного центру міст. Чуднів та за 1,5 версти від центру сільської ради, с. Садки. 23 вересня 1925 року, в складі сільської ради, увійшло до Романівського (у 1927—2003 роках — Дзержинський) району Житомирської округи. У 1941—44 роках — центр Гзовдярненської сільської управи. 1 вересня 1965 року перейменоване на с. Гвіздярня.
12 червня 2020 року, відповідно до розпорядження Кабінету Міністрів України № 711-р «Про визначення адміністративних центрів та затвердження територій територіальних громад Житомирської області», територію та населені пункти Садківської сільської ради Романівського району включено до складу Романівської селищної територіальної громади Житомирського району Житомирської області.

## Відомі люди
- Присяжнюк Олександр Дмитрович (1964—2022) — старший сержант Збройних сил України, учасник російсько-української війни.